# TLC: Tables, Ladders & Chairs 2015
TLC: Tables, Ladders and Chairs 2015 è stata la settima edizione dell'omonimo evento in pay-per-view prodotto annualmente dalla WWE. L'evento si è svolto il 13 dicembre 2015 presso il TD Garden di Boston (Massachusetts).

## Storyline
Alle Survivor Series, Roman Reigns ha sconfitto Dean Ambrose nella finale del torneo per vincere il WWE World Heavyweight Championship, ma Sheamus ha poi incassato il Money in the Bank contract sconfiggendo Reigns per vincere il titolo. La notte successiva a Raw è stato annunciato che Sheamus avrebbe difeso il titolo contro Reigns in un Tables, Ladders and Chairs match a TLC.
Nella puntata di SmackDown del 26 novembre, Dean Ambrose ha sconfitto Tyler Breeze e Dolph Ziggler in un triple threat match per ottenere un match valido per l'Intercontinental Championship contro Kevin Owens all'evento. Nella puntata di Raw del 30 novembre, tuttavia, l'Authority ha affermato che l'opportunità titolata di Ambrose sarebbe stata annullata se Roman Reigns non avesse sconfitto Sheamus nel match valido per il WWE World Heavyweight Championship in cinque minuti e quindici secondi, ma Reigns ha vinto per squalifica e dunque il match tra Owens e Ambrose per l'Intercontinental Championship è rimasto ufficiale.
Nella puntata di Raw del 30 novembre, i Lucha Dragons e gli Usos si sono affrontati per determinare i primi sfidanti per il WWE Tag Team Championship detenuto dal New Day, che ha interrotto il match causando una doppia squalifica. Stephanie McMahon ha deciso che, visto che nessuno dei due tag team ha perso, il New Day avrebbe affrontato sia i Lucha Dragons che gli Usos a TLC. Il 3 dicembre è stato annunciato che il match sarebbe stato un triple threat tag team ladder match.
Alle Survivor Series, Charlotte ha sconfitto Paige per sottomissione mantenendo il Divas Championship. Dopo una rivincita tra le due terminata in doppio countout, nella puntata di Raw del 7 dicembre è stato annunciato che Charlotte avrebbe difeso il titolo contro Paige a TLC.
Nella puntata di Raw del 23 novembre, Bray Wyatt e Luke Harper hanno sconfitto i Dudley Boyz (Bubba Ray Dudley e D-Von Dudley). I Dudley Boyz hanno poi sconfitto Braun Strowman e Erick Rowan per squalifica nella seguente puntata di SmackDown. Tommy Dreamer ha fatto il suo ritorno nella puntata di Raw del 30 novembre e si è unito ai Dudley Boyz. Nella puntata di SmackDown del 3 dicembre, Wyatt ha sconfitto D-Von. Anche Rhyno ha fatto il suo ritorno nella puntata di Raw del 7 dicembre unendosi ai Dudley Boyz e Tommy Dreamer; quella stessa sera è stato annunciato che i Dudley Boyz, Dreamer e Rhyno avrebbero affrontato l'intera Wyatt Family (Bray Wyatt, Luke Harper, Erick Rowan e Braun Strowman) in un eight-man tag team elimination tables match a TLC.
Nella puntata di Raw del 30 novembre, Ryback ha interrotto il ritorno di Lana e ha sconfitto Rusev per count-out. Dopo che la rivincita della settimana seguente è terminata in doppio count-out, è stato annunciato che i due si sarebbero affrontati a TLC.
A Hell in a Cell, Alberto Del Rio ha vinto lo United States Championship sconfiggendo John Cena e ha unito le forze con Zeb Colter, iniziando una faida con l'ex pupillo di Colter, Jack Swagger. Del Rio ha tuttavia terminato la sua alleanza con Colter nella puntata di Raw del 7 dicembre ed è stato poi annunciato che avrebbe difeso il titolo contro Swagger a TLC in un Chairs match.

## Risultati
| #       | Incontri                                                                    | Stipulazioni                                                               | Durata |
| ------- | --------------------------------------------------------------------------- | -------------------------------------------------------------------------- | ------ |
| Kickoff | Sasha Banks (con Naomi e Tamina) ha sconfitto Becky Lynch per sottomissione | Single match                                                               | 11:43  |
| 1       | Il New Day (c) ha sconfitto i Lucha Dragons e gli Usos                      | Triple threat tag team ladder match per il WWE Tag Team Championship       | 17:40  |
| 2       | Rusev (con Lana) ha sconfitto Ryback                                        | Single match                                                               | 07:56  |
| 3       | Alberto Del Rio (c) ha sconfitto Jack Swagger                               | Chairs match per il WWE United States Championship                         | 11:11  |
| 4       | La Wyatt Family ha sconfitto i Dudley Boyz, Rhyno e Tommy Dreamer           | Four-on-four tag team tables match                                         | 12:29  |
| 5       | Dean Ambrose ha sconfitto Kevin Owens (c)                                   | Single match per il WWE Intercontinental Championship                      | 09:52  |
| 6       | Charlotte (c) (con Ric Flair) ha sconfitto Paige                            | Single match per il WWE Divas Championship                                 | 10:39  |
| 7       | Sheamus (c) (con King Barrett) ha sconfitto Roman Reigns                    | Tables, ladders and chairs match per il WWE World Heavyweight Championship | 23:58  |

Four-on-four tag team tables match
| #              | Wrestler                                 | Team                                     | Eliminato da                             | Durata                                   |
| -------------- | ---------------------------------------- | ---------------------------------------- | ---------------------------------------- | ---------------------------------------- |
| 1°             | Erick Rowan                              | The Wyatt Family                         | Bubba Ray Dudley                         | 04:10                                    |
| 2°             | Rhyno                                    | The ECW Originals                        | Luke Harper                              | 06:25                                    |
| 3°             | D-Von Dudley                             | The ECW Originals                        | Bray Wyatt                               | 08:26                                    |
| 4°             | Tommy Dreamer                            | The ECW Originals                        | Luke Harper                              | 10:41                                    |
| 5°             | Bubba Ray Dudley                         | The ECW Originals                        | Braun Strowman                           | 12:30                                    |
| Sopravvissuti: | Bray Wyatt, Braun Strowman e Luke Harper | Bray Wyatt, Braun Strowman e Luke Harper | Bray Wyatt, Braun Strowman e Luke Harper | Bray Wyatt, Braun Strowman e Luke Harper |